# Bedford TK

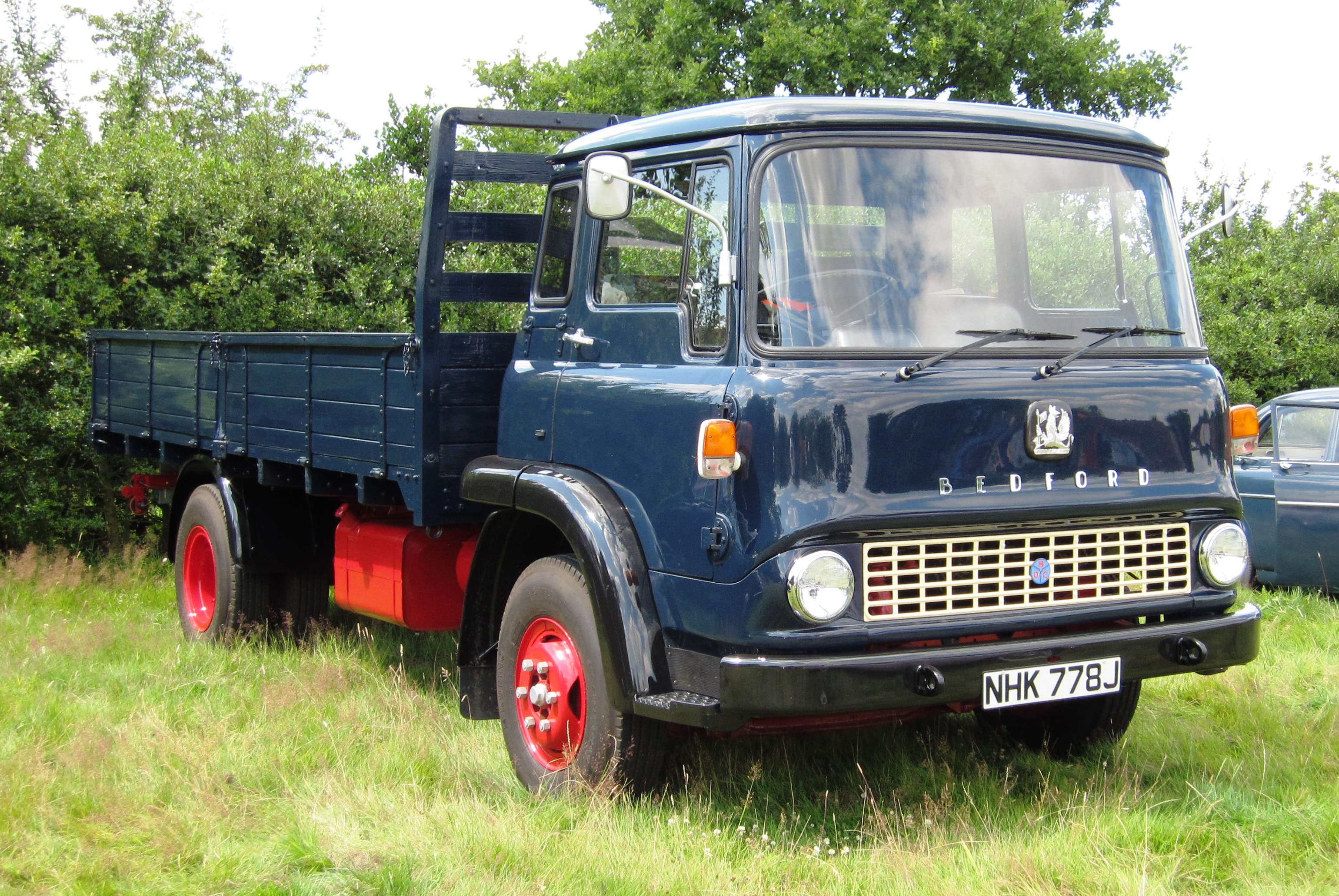
Bedford TK (Bj. 1971)

Der Bedford TK ist ein Lkw-Modell, das von Bedford hergestellt wurde. Er ersetzte 1959 die Bedford S-Serie und diente als Basis für mehr als 100 verschiedenste Aufbauten mit drei verschiedenen Radständen, zum Beispiel Feuerwehrfahrzeuge, Militärfahrzeuge, Pferdetransporter, Kipper, Pritschenwagen und andere. Eine Version für die British Post Office (später British Telecom) war als Polecat bekannt und wurde zum Setzen von Telefonmasten eingesetzt. Die britischen Streitkräfte hatten lange den Bedford MK, die Allradvariante des TK, im Einsatz die den Bedford RL ersetzte.
Zum Antrieb dienten Reihenvierzylinder- und Reihensechszylindermotoren als Otto- oder Dieselmotor. In den 1960er und 1970er Jahren gehörte der TK zu den wichtigsten Lastwagen der leichten und mittleren Klasse in Großbritannien. Sein Konkurrent war vor allem die Ford D-Serie. Den TK gab es als normalen Lkw oder leichte Zugmaschine, die normalerweise eine Scammell-Kupplung besaß und einen Sattelauflieger zog. 1980 wurde die Baureihe durch den Bedford TL ersetzt.

## Bedford Blitz
In Deutschland wurde der TK Mitte der 1970er Jahre kurzzeitig von Opel unter der Marke Bedford Blitz vertrieben.